# Mohamed Saqr
Mohamed Saqr est un footballeur international qatarien né le 17 mai 1981 à Dakar (Sénégal). Il évolue au poste de gardien de but avec Al Sadd Doha.

## Carrière
- 2000-2002 : Al Taawun ( Qatar)
- 2002-2003 : Al-Khor ( Qatar)
- 2003-201. : Al Sadd Doha ( Qatar)

## Palmarès
- Ligue des champions de l'AFC : 2011
- Troisième de la Coupe du monde des clubs : 2011
- Championnat du Qatar de football : 2004, 2006, 2007, 2013
- Coupe du Qatar de football : 2005, 2007
- Coupe Crown Prince de Qatar : 2007, 2008, 2013
- Coupe Sheikh Jassem de Qatar : 2002, 2006